# Tour de France 1995
82. Tour de France rozpoczął się 1 lipca w Saint-Brieuc, a zakończył się 23 lipca w Paryżu. Wyścig składał się z prologu i 20 etapów. Cała trasa liczyła 3635 km.
Podczas zjazdu z przełęczy Col de Portet-d’Aspet na trasie 15. etapu wypadkowi uległ Włoch Fabio Casartelli. Włoski kolarz upadł i uderzył o betonową zaporę, odnosząc bardzo poważne obrażenia. Jechał z dużą szybkością i nie miał kasku. Został natychmiast przetransportowany helikopterem do szpitala, jednak zmarł w drodze. W związku ze śmiercią Casartellego poprzedniego dnia 16. etap został zneutralizowany. Wszyscy kolarzem jechali razem nie atakując, wyników nie liczono w klasyfikacji generalnej. Tuż przed metą etapu przepuszczono wszystkich pozostałych członków drużyny Motorola, by mogli przekroczyć metę razem jako pierwsi
Wypadek Włocha jest czwartym i jak dotychczas ostatnim przypadkiem śmierci podczas Wielkiej Pętli.

## Klasyfikacje
Klasyfikację generalną wygrał po raz piąty z rzędu Hiszpan Miguel Indurain, wyprzedzając Szwajcara Alexa Zülle i Duńczyka Bjarne Riisa. Indurain został tym samym pierwszym w historii kolarzem, który wygrywał Wielką Pętlę pięć razy z rzędu i czwartym, który odniósł pięć zwycięstw. Francuz Richard Virenque wygrał klasyfikację górską, jego rodak - Laurent Jalabert wygrał klasyfikację punktową, a Włoch Marco Pantani był najlepszy w klasyfikacji młodzieżowej. Najaktywniejszym kolarzem został Kolumbijczyk Hernán Buenahora. W klasyfikacji drużynowej najlepsza była hiszpańska drużyna ONCE.

## Doping
Dwaj niemieccy kolarze z grupy Telekom: Erik Zabel i Rolf Aldag przyznali się w 2007 roku, że w latach 90' stosowali doping w postaci erytropoetyny, także podczas Tour de France.
W 1998 roku zdobywca drugiego miejsca, Alex Zülle przyznał się, że w latach 1994-1998 także stosował doping.

## Drużyny
W tej edycji TdF wzięło udział 21 drużyn:
| - Castorama - Le Groupement - GAN - Chazal-König - Carrera Jeans-Tassoni - TVM-Polis Direct - Brescialat-Fago | - Kelme-Sureña - Lampre-Panaria - Polti-Granarolo-Santini - Gewiss-Ballan - Mapei-GB-Latexco - MG Maglificio-Technogym - Mercatone Uno-Saeco | - Banesto - ONCE - Motorola - Lotto-Isoglass - Novell-Decca-Colnago - Festina-Lotus - Telekom/ZG Selle Italia |

## Etapy
| P  | 1 lipca  | Saint-Brieuc                                       | ITT 7,3 km    | Jacky Durand           |               |               |               |
| 1  | 2 lipca  | Dinan – Lannion                                    | 233,5 km      | Fabio Baldato          |               |               |               |
| 2  | 3 lipca  | Perros-Guirec – Vitre                              | 235,5 km      | Mario Cipollini        |               |               |               |
| 3  | 4 lipca  | Mayenne – Alençon                                  | TTT 67,0 km   | Gewiss-Ballan          |               |               |               |
| 4  | 5 lipca  | Alençon – Hawr                                     | 162,0 km      | Mario Cipollini        |               |               |               |
| 5  | 6 lipca  | Fécamp – Dunkierka                                 | 261,0 km      | Jeroen Blijlevens      |               |               |               |
| 6  | 7 lipca  | Dunkierka – Charleroi                              | 202,0 km      | Erik Zabel             |               |               |               |
| 7  | 8 lipca  | Charleroi – Liège                                  | 203,0 km      | Johan Bruyneel         |               |               |               |
| 8  | 9 lipca  | Huy – Seraing                                      | ITT 54,0 km   | Miguel Indurain        |               |               |               |
|    | 10 lipca | Dzień przerwy                                      | Dzień przerwy | Dzień przerwy          | Dzień przerwy | Dzień przerwy | Dzień przerwy |
| 9  | 11 lipca | Le Grand-Bornand – La Plagne                       | 160,0 km      | Alex Zülle             |               |               |               |
| 10 | 12 lipca | La Plagne – L’Alpe d’Huez                          | 162,5 km      | Marco Pantani          |               |               |               |
| 11 | 13 lipca | Le Bourg-d’Oisans – Saint-Étienne                  | 199,0 km      | Maximilian Sciandri    |               |               |               |
| 12 | 14 lipca | Saint-Étienne – Mende                              | 222,5 km      | Laurent Jalabert       |               |               |               |
| 13 | 15 lipca | Mende – Revel                                      | 245,0 km      | Serhij Uszakow         |               |               |               |
| 14 | 16 lipca | Saint-Orens-de-Gameville – Guzet-Neige             | 164,0 km      | Marco Pantani          |               |               |               |
|    | 17 lipca | Dzień przerwy                                      | Dzień przerwy | Dzień przerwy          | Dzień przerwy | Dzień przerwy | Dzień przerwy |
| 15 | 18 lipca | Saint-Girons – Cauterets                           | 206,0 km      | Richard Virenque       |               |               |               |
| 16 | 19 lipca | Tarbes – Pau                                       | 149,0 km      | Neutralizacja          |               |               |               |
| 17 | 20 lipca | Pau – Bordeaux                                     | 246,0 km      | Erik Zabel             |               |               |               |
| 18 | 21 lipca | Montpon-Ménestérol – Limoges                       | 166,5 km      | Lance Armstrong        |               |               |               |
| 19 | 22 lipca | Lac de Vassivière                                  | ITT 46,5 km   | Miguel Indurain        |               |               |               |
| 20 | 23 lipca | Sainte-Geneviève-des-Bois – Paryż (Champs-Élysées) | 155,0 km      | Dżamolidin Abdużaparow |               |               |               |

## Liderzy klasyfikacji po etapach
| Etap                 | Zwycięzca              | Klasyfikacja generalna | Klasyfikacja punktowa | Klasyfikacja górska    | Klasyfikacja młodzieżowa | Klasyfikacja drużynowa |
| -------------------- | ---------------------- | ---------------------- | --------------------- | ---------------------- | ------------------------ | ---------------------- |
| P                    | Jacky Durand           | Jacky Durand           | Arsenio González      | Jacky Durand           | Gabriele Colombo         | Castorama              |
| 1                    | Fabio Baldato          | Jacky Durand           | François Simon        | Fabio Baldato          | Gabriele Colombo         | Castorama              |
| 2                    | Mario Cipollini        | Laurent Jalabert       | François Simon        | Dżamolidin Abdużaparow | Dirk Baldinger           | Castorama              |
| 3                    | Gewiss-Ballan          | Laurent Jalabert       | François Simon        | Dżamolidin Abdużaparow | Gabriele Colombo         | Gewiss-Ballan          |
| 4                    | Mario Cipollini        | Ivan Gotti             | François Simon        | Mario Cipollini        | Jewgienij Bierzin        | Gewiss-Ballan          |
| 5                    | Jeroen Blijlevens      | Ivan Gotti             | Dmitrij Konyszew      | Mario Cipollini        | Jewgienij Bierzin        | Gewiss-Ballan          |
| 6                    | Erik Zabel             | Bjarne Riis            | Dmitrij Konyszew      | Dżamolidin Abdużaparow | Jewgienij Bierzin        | Gewiss-Ballan          |
| 7                    | Johan Bruyneel         | Johan Bruyneel         | Richard Virenque      | Laurent Jalabert       | Jewgienij Bierzin        | Gewiss-Ballan          |
| 8                    | Miguel Indurain        | Miguel Indurain        | Richard Virenque      | Laurent Jalabert       | Jewgienij Bierzin        | Gewiss-Ballan          |
| 9                    | Alex Zülle             | Miguel Indurain        | Richard Virenque      | Laurent Jalabert       | Marco Pantani            | ONCE                   |
| 10                   | Marco Pantani          | Miguel Indurain        | Richard Virenque      | Laurent Jalabert       | Marco Pantani            | ONCE                   |
| 11                   | Maximilian Sciandri    | Miguel Indurain        | Richard Virenque      | Laurent Jalabert       | Marco Pantani            | ONCE                   |
| 12                   | Laurent Jalabert       | Miguel Indurain        | Richard Virenque      | Laurent Jalabert       | Marco Pantani            | ONCE                   |
| 13                   | Serhij Uszakow         | Miguel Indurain        | Richard Virenque      | Laurent Jalabert       | Marco Pantani            | ONCE                   |
| 14                   | Marco Pantani          | Miguel Indurain        | Richard Virenque      | Laurent Jalabert       | Marco Pantani            | ONCE                   |
| 15                   | Richard Virenque       | Miguel Indurain        | Richard Virenque      | Laurent Jalabert       | Marco Pantani            | ONCE                   |
| 16                   | –                      | Miguel Indurain        | Richard Virenque      | Laurent Jalabert       | Marco Pantani            | ONCE                   |
| 17                   | Erik Zabel             | Miguel Indurain        | Richard Virenque      | Laurent Jalabert       | Marco Pantani            | ONCE                   |
| 18                   | Lance Armstrong        | Miguel Indurain        | Richard Virenque      | Laurent Jalabert       | Marco Pantani            | ONCE                   |
| 19                   | Miguel Indurain        | Miguel Indurain        | Richard Virenque      | Laurent Jalabert       | Marco Pantani            | ONCE                   |
| 20                   | Dżamolidin Abdużaparow | Miguel Indurain        | Richard Virenque      | Laurent Jalabert       | Marco Pantani            | ONCE                   |
| Klasyfikacja końcowa | Klasyfikacja końcowa   | Miguel Indurain        | Laurent Jalabert      | Richard Virenque       | Marco Pantani            | ONCE                   |

## Klasyfikacje końcowe

### Klasyfikacja generalna
| Pozycja | Zawodnik          | Drużyna | Czas         |
| ------- | ----------------- | ------- | ------------ |
| 1.      | Miguel Indurain   | Banesto | 92 h 44' 59" |
| 2.      | Alex Zülle        | ONCE    | +4' 35"      |
| 3.      | Bjarne Riis       | Gewiss  | +6' 47"      |
| 4.      | Laurent Jalabert  | ONCE    | +8' 24"      |
| 5.      | Ivan Gotti        | Gewiss  | +11' 33"     |
| 6.      | Melchor Mauri     | ONCE    | +15' 20"     |
| 7.      | Fernando Escartín | Mapei   | +15' 49"     |
| 8.      | Tony Rominger     | Mapei   | +16' 46"     |
| 9.      | Richard Virenque  | Festina | +17' 31"     |
| 10.     | Hernán Buenahora  | Kelme   | +18' 50"     |

### Klasyfikacja punktowa
| Pozycja | Zawodnik               | Drużyna | Punkty |
| ------- | ---------------------- | ------- | ------ |
| 1.      | Laurent Jalabert       | ONCE    | 333    |
| 2.      | Dżamolidin Abdużaparow | Novell  | 271    |
| 3.      | Miguel Indurain        | Banesto | 180    |
| 4.      | Bjarne Riis            | Gewiss  | 175    |
| 5.      | Erik Zabel             | Telekom | 168    |

### Klasyfikacja górska
| Pozycja | Zawodnik           | Drużyna | Punkty |
| ------- | ------------------ | ------- | ------ |
| 1.      | Richard Virenque   | Festina | 438    |
| 2.      | Claudio Chiappucci | Carrera | 214    |
| 3.      | Alex Zülle         | ONCE    | 205    |
| 4.      | Miguel Indurain    | Banesto | 198    |
| 5.      | Hernán Buenahora   | Kelme   | 177    |

### Klasyfikacja młodzieżowa
| Pozycja | Zawodnik        | Drużyna  | Czas         |
| ------- | --------------- | -------- | ------------ |
| 1.      | Marco Pantani   | Carrera  | 93 h 11' 19" |
| 2.      | Bo Hamburger    | TVM      | +8' 29"      |
| 3.      | Beat Zberg      | Carrera  | +40' 48"     |
| 4.      | Lance Armstrong | Motorola | +1h 01' 46"  |
| 5.      | Georg Totschnig | Polti    | +1h 04' 07"  |

### Klasyfikacja drużynowa
| Pozycja | Drużyna       | Czas          |
| ------- | ------------- | ------------- |
| 1.      | ONCE          | 278 h 29' 35" |
| 2.      | Gewiss-Ballan | +13' 23"      |
| 3.      | Mapei-GB      | +55' 53"      |
| 4.      | Festina       | +1 h 17' 05"  |
| 5.      | Carrera       | +1 h 23' 31"  |